# La Iruela
La Iruela település Spanyolországban, Jaén tartományban. La Iruela Chilluévar, Santo Tomé, Santiago-Pontones és Cazorla községekkel határos. Lakosainak száma 1867 fő (2024).

## Népesség
A település népessége az elmúlt években az alábbi módon változott:
| Lakosok száma | 1853 | 1843 | 1982 | 1985 | 2132 | 2045 | 1958 | 1899 | 1910 | 1867 |
|               | 2001 | 2004 | 2007 | 2009 | 2012 | 2014 | 2017 | 2019 | 2022 | 2024 |